# Eugenia leonanii
Eugenia leonanii är en myrtenväxtart som beskrevs av Joáo Rodrigues de Mattos. Eugenia leonanii ingår i släktet Eugenia och familjen myrtenväxter. Inga underarter finns listade i Catalogue of Life.